# Daniel Stefan
Daniel Stefan (* 6. Mai 1990 in Deutschlandsberg) ist ein österreichischer Eishockeyverteidiger, der seit der Saison 2016/17 für den EHC Lustenau in der Alps Hockey League spielt.

## Karriere
Stefan spielte bislang 16-mal in der Österreichischen Eishockey-Liga und 61-mal in der Österreichischen U20-Bundesliga. Mit der U20-Mannschaft des VSV konnte er zweimal die Österreichische Jugendmeisterschaft gewinnen. 2008 nahm er mit dem Österreichischen Nationalteam an der U18-Junioren-Weltmeisterschaft teil. Zur Saison 2009/10 wechselte der Verteidiger innerhalb der EBEL zu den EC Graz 99ers. Stefan spielte für die G99 mit dem Farmteam in der slowenischen Bundesliga (Slohokej) und in der Super Junior League, in der er als Punkte stärkster Verteidiger aufschien. In der Saison 2010/11 wurde Stefan vom VSV zum ATSE Graz in die Nationalliga (zweithöchste Liga in Österreich) verliehen.
In der Saison 2012/13 sicherten sich die Zeller Eisbären die Dienste von Stefan., mit dem er am Ende seiner ersten Saison das Halbfinale erreichte. In der Saison 2013/14 erreichte Stefan ebenfalls das Halbfinale mit dem EK Zell am See. Der 23-jährige musste aber die letzten 9 Spiele mit einem Mittelhandknochenbruch aussetzen. Die Saison 2013/14 war für Stefan mit 7 Toren und 16 Assists eine sehr erfolgreiche Saison und gehörte zu den besten Österreichern der Liga. In der Saison 2014/15 steigerte er seine Punktausbeute auf 10 Tore und 16 Vorlagen und gehörte damit wieder zu den stärksten Verteidigern der Liga. In der Saison 2015/16 schied der EK Zell am See im Viertelfinale aus, Daniel Stefan erzielte 4 Tore und 12 Assists und gehört damit in der INL zu den besonderen Defendern, die eine Punktequote von über 50 % aufweisen.

## Erfolge und Auszeichnungen
- 2007 Österreichischer Jugendmeister mit dem EC VSV
- 2008 Österreichischer Jugendmeister mit dem EC VSV
- 2009 Österreichischer Jugendvizemeister mit dem EC VSV
- 2010 Super-Junior-League-Gewinner mit den Graz 99ers
- 2012 Nationalliga Vizemeister mit dem ATSE Graz